# Alemanha nos Jogos Olímpicos de Verão de 2020
A Alemanha está representada nos Jogos Olímpicos de Verão de 2020 por um total de 396 desportistas que competem em 31 desportos. Responsável pela equipa olímpica é a Confederação Alemã de Desportos Olímpicos, bem como as federações desportivas nacionais da cada desporto com participação.
Os portadores da bandeira na cerimónia de abertura foram o saltador Patrick Hausding e a jogadora de voleibol de praia Laura Ludwig.

## Medalhistas
A equipa olímpica da Alemanha obteve as seguintes medalhas:
| Nome | Desporto            | Competição                   |
| --- | ------------------- | ---------------------------- |
| Ouro |                     |                              |
| Malaika Mihambo | Atletismo           | Salto em comprimento F       |
| Franziska Brauße Lisa Brennauer Lisa Klein Mieke Kröger | Ciclismo em pista   | Perseguição por equipas F    |
| Jessica von Bredow-Werndl (TSF Dalera) | Hípica              | Doma individual              |
| Julia Krajewski (Amande de B'Neville) | Hípica              | Concurso completo individual |
| Dorothee Schneider (Showtime FRH) Isabell Werth (Bela Rose 2) Jessica von Bredow-Werndl (TSF Dalera)                                                                                            | Hípica              | Doma por equipas             |
| Aline Rotter-Focken | Luta livre          | 76 kg F                      |
| Florian Wellbrock | Natação             | 10 km M                      |
| Max Rendschmidt Ronald Rauhe Tom Liebscher Max Lemke | Canoagem            | K4 500 m M                   |
| Ricarda Funk | Canoagem em slalon  | K1 F                         |
| Alexander Zverev | Tênis               | Individual M                 |
| Prata |                     |                              |
| Jonathan Hilbert | Atletismo           | 50 km marcha M               |
| Kristin Pudenz | Atletismo           | Disco F                      |
| Leia Friedrich Emma Hinze | Ciclismo em pista   | Velocidade por equipas F     |
| Lukas Dauser | Ginástica artística | Paralelas M                  |
| Isabell Werth (Bela Rose 2) | Hípica              | Doma individual              |
| Max Hoff Jacob Schopf | Canoagem            | K2 1000 m M                  |
| Jonathan Rommelmann Jason Osborne | Remo                | Duplo scull ligeiro (LM2X) M |
| Johannes Weißenfeld Laurits Follert Olaf Roggensack Torben Johannesen Jakob Schneider Malte Jakschik Richard Schmidt Hannes Ocik Martin Sauer (t)                                               | Remo                | Oito com timoneiro (M8+) M   |
| Timo Boll Patrick Franziska Dimitrij Ovtcharov | Tênis de mesa       | Equipa M                     |
| Tina Lutz Susann Beucke | Vela                | 49er FX F                    |
| Eduard Trippel | Judô                | –90 kg M                     |
| Bronze |                     |                              |
| Frank Stäbler | Luta grecorromana   | 67 kg M                      |
| Denis Kudla | Luta grecorromana   | 87 kg M                      |
| Florian Wellbrock | Natação             | 1500 m livre M               |
| Sarah Köhler | Natação             | 1500 m livre F               |
| Sebastian Brendel Tim Hecker | Canoagem            | C2 1000 m M                  |
| Hannes Aigner | Canoagem em eslalon | K1 M                         |
| Sideris Tasiadis | Canoagem em eslalon | C1 M                         |
| Andrea Herzog | Canoagem em slalon  | C1 F                         |
| Patrick Hausding Lars Rüdiger | Saltos              | Trampolim 3 m sincro. M      |
| Lena Hentschel Tina Punzel | Saltos              | Trampolim 3 m sincro. F      |
| Dimitrij Ovtcharov | Tênis de mesa       | Individual M                 |
| Michelle Kroppen Charline Schwarz Lisa Unruh | Tiro com arco       | Equipo F                     |
| Erik Heil Thomas Plößo | Vela                | 49er M                       |
| Paul Kohlhoff Alica Stuhlemmer | Vela                | Nacra 17 misto               |
| Anna-Maria Wagner | Judô                | –78 kg F                     |
| Johannes Frey Karl-Richard Frey Jasmin Grabowski Katharina Menz Dominic Ressel Giovanna Scoccimarro Sebastian Seidl Theresa Stoll Martyna Trajdos Eduard Trippel Anna-Maria Wagner Igor Wandtke | Judô                | Equipa mista                 |